# 天祖神社 (葛飾区奥戸)
天祖神社（てんそじんじゃ）は東京都葛飾区の神社。

## 歴史
創建年代は不明であるが、葛西御厨の成立（1165年）以降に創建されたと推測される。奥戸村の鎮守であった。
当社には、毎年10月に行われる「大しめ縄神事」という神事がある。稲藁からしめ縄を作って、旧奥戸村内を回っていた。かつては農村地域だったので、氏子たちが耕作している水田から稲藁を持ち寄っていたが、最近は千葉県方面から調達している。

## 文化財
奥戸天祖神社棟札 1枚　葛飾区指定文化財 有形文化財
奥戸連句碑葛飾区登録文化財 有形民俗文化財
大しめ縄神事葛飾区登録文化財 無形民俗文化財

## 交通アクセス
- 青砥駅より徒歩20分。